# Kutiman
Kutiman, pseudonimo di Ophir Kutiel (Gerusalemme, 21 aprile 1982), è un musicista israeliano.

## Biografia
Ophir Kutiel nasce a Gerusalemme e cresce a Zichron Yaacov. Studia pianoforte sin da quando ha sei anni e a 14 inizia ad imparare a suonare la chitarra e la batteria. Quando ha 18 anni si trasferisce a Tel Aviv per studiare Jazz al Rimon Music College.
Mentre lavora in un supermercato a Tel Aviv, Kutiel si sintonizza su una radio universitaria che stava trasmettendo un genere di musica molto diversa dal classico jazz che era abituato a suonare. Poco dopo, Sabbo, un altro artista israeliano che poi diverrà suo partner musicale, gli fa conoscere i generi afrobeat e funk, come James Brown e Fela Kuti. La sua passione per Fela Kuti ed il fatto che il suo cognome sia simile lo ispirò nella creazione del proprio nome d'arte, Kutiman. Alla ricerca di nuove sonorità parte per la Giamaica dove lavora con Stephen e Damien Marley.
Nel 2006 Kutiman ha firmato per l'etichetta Melting Pot Music, che ha sede in Colonia. Poco dopo ha pubblicato il suo primo singolo, "No Groove Where I Come From" e un altro brano di successo "Music is Ruling My World", dove ha collaborato con  Karolina degli Habanot Nechama. L'omonimo album di debutto è stato pubblicato alla fine del 2007.
Kutiman ha lavorato con molti altri artisti israeliani e adesso si sta occupando degli arrangiamenti e della composizione dell'album solista di Karolina. ha anche creato un video animato per la sua canzone "Chaser" e per quella di Hadag Nahash "Eze Kif".

## ThruYOU
Nel 2009 Kutiman ha pubblicato ThruYOU, un video-progetto musicale basato sul mixaggio di performance musicali caricate su YouTube da privati cittadini. Dopo aver presentato il proprio lavoro a poche decine di amici, il progetto ha iniziato a raccogliere grandi consensi nel web, raggiungendo più di un milione di visite in meno di una settimana.

## Discografia
- 2006 No Groove Where I Come From 7" (Afro Kats)
- 2006 No Groove Where I Come From! 12" (MPM)
- 2007 No Reason For You 12" (MPM)
- 2007 Music Is Ruling My World (w/ remix by DJ Day) 12" (MPM)
- 2007 Kutiman CD/LP  (MPM)